# Cryptospiza salvadorii
Cryptospiza salvadorii là một loài chim trong họ Estrildidae.